# Reculée

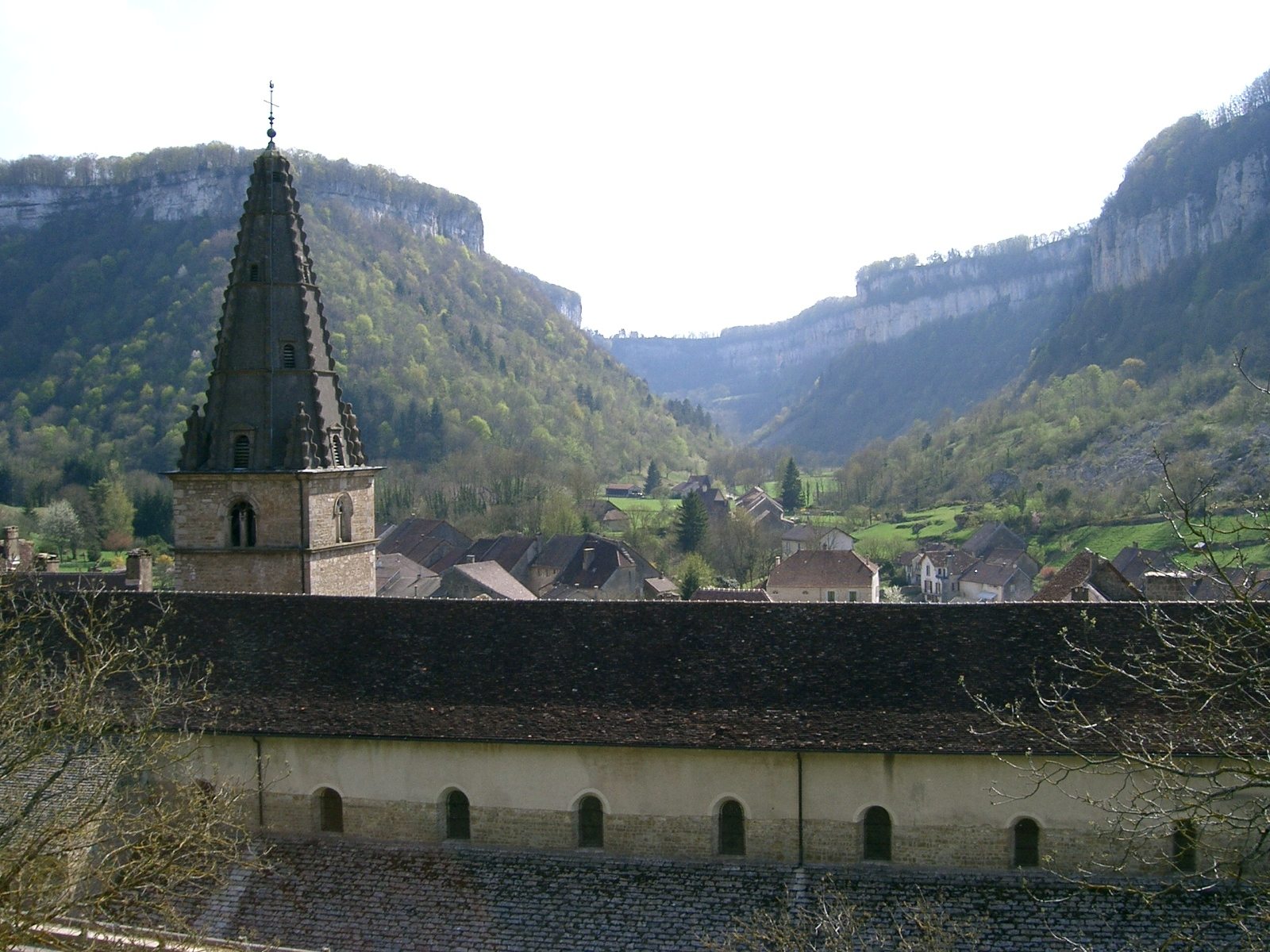
Baume-les-Messieurs

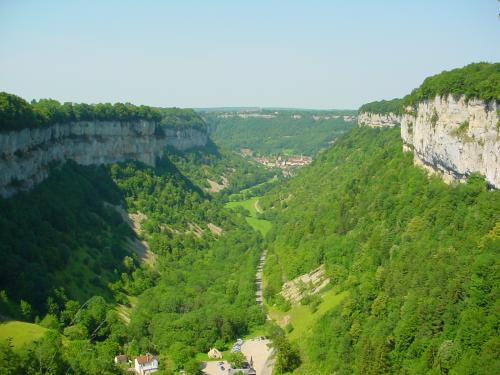
Baume-les-Messieurs

Een reculée is de geomorfologische term die de diepe uitschuring in het kalkplateau van de Jura aanduidt door terugschrijdende erosie. Het gaat om een typische vallei, waarbij het dal een platte bodem heeft en omringd wordt door een opening en drie steile wanden. De meest spectaculaire voorbeelden bevinden zich in het gebied tussen Arbois en Lons-le-Saunier.

## Voorkomen
De reculée kan heel kort (enkele kilometers) en eenvoudig zijn zoals de reculée van lac de Chalain of die van Vaux-sur-Poligny, of zo lang dat ze een verzameling zijn van verschillende kleinere zoals Baume-les-Messieurs die bestaat uit de reculée van Ladoye-sur-Seille (Cirque de Ladoye), van Longepied en van Dard, nabij Lons-le-Saunier.
De breedte is verschillend, maar het verschil blijft beperkt van enkele honderden meters tot een kilometers. De wanden zijn soms asymmetrisch en ze domineren de vallei door hun indrukwekkende hoogtes van 60 tot 250 meter.
De reculées hebben een blind uiteinde (cirque) dat omringd is door indrukwekkende wanden en dikwijls ontspringt hierin ook een riviertje. Dat wordt gevoed met water dat uit een systeem van grotten komt. Die van Baume-les-Messieurs en van Les Planches-près-Arbois krijgen vele speleologen die het kilometerslange netwerk willen verkennen.

## Verklaring
Een reculée is het gevolg van het samenspel van ijs- en watererosie. Reculées worden gerekend onder de karstverschijnselen. Water dat op hogere plateaus valt vindt zijn weg in de kalksteen via tunnels en grotten naar een rivierdal . Hier komt het water in bronnen/verschijngaten uit de wand en stroomt het water vervolgens als een stroompjes naar de rivier. Tijdens hevige regenval kolkt het water uit deze bronnen, hierdoor vindt erosie plaats. Na vele jaren kan er door deze erosie ondermijning plaatsvinden en dan stort een gedeelte van plateau in. (Dit zorgt voor een steile achterkant van de reculée.) De puinresten worden vervolgens door het riviertje weggevoerd/geërodeerd. Als dit proces zich miljoenen jaren voordoet ontstaan de reculées zoals in de Jura. Tijdens ijstijden bevonden zich gletsjer in de reculées. Het puin werd afgevoerd en de randen van de reculée verticaal geërodeerd. Hierdoor krijgt het dal steile hellingen aan weerszijden en een platte bodem. Door grote temperatuurverschillen net na de ijstijden worden de zijkanten van de reculée geërodeerd door vorstwering, het in- en uitzetten van het gesteente. Hierdoor kunnen puinwaaiers ontstaan.
De ontstaansgeschiedenis van de reculées is nog steeds te zien door de aanwezigheid van een bron of meerdere bronnen aan het uiteinde van elke reculée, de platte bodem van het dal en moreneruggen, zowel als de steile wanden aan het uiteinde en aan de zijkanten van de reculée.
beekdal · doorbraakdal · droogdal · fjord · hangend dal · kloof · reculée · ría · riftvallei · rivierdal · trogdal · V-dal · wadi